# Patinaje de velocidad sobre patines en línea en los Juegos Mundiales de 2022
El Patinaje de velocidad sobre patines en línea en los Juegos Mundiales de 2022 es uno de los deportes que forman parte de los Juegos Mundiales de 2022 celebrados en Birmingham, Alabama que se disputaron durante el mes de julio de 2022, y que tuvo como sede el Birmingham CrossPlex.

## Resultados

### Masculino
| Evento                      | Oro            | Oro       | Plata           | Plata     | Bronce            | Bronce    |
| --------------------------- | -------------- | --------- | --------------- | --------- | ----------------- | --------- |
| Contrarreloj 200 m          | Duccio Marsili | 17 835    | Andrés Jiménez  | 17 873    | Yvan Sivilier     | 18 009    |
| 500 m                       | Andrés Jiménez | 43 256    | Duccio Marsili  | 43 386    | Kuo Li-yang       | 43 482    |
| 1000 m                      | Duccio Marsili | 1:26.974  | Ricardo Verdugo | 1:27.026  | Bart Swings       | 1:27.339  |
| Eliminación 10 000 m        | Bart Swings    | 15:16.914 | Daniel Zapata   | 15:17.393 | Giuseppe Bramante | 15:21.510 |
| Eliminación Puntos 10 000 m | Bart Swings    | 18 pts    | Martin Ferrié   | 11 pts    | Nils Bühnemann    | 11 pts    |

### Femenino
| Evento                      | Oro               | Oro       | Plata                | Plata     | Bronce          | Bronce    |
| --------------------------- | ----------------- | --------- | -------------------- | --------- | --------------- | --------- |
| Contrarreloj 200 m          | Geiny Pájaro      | 18 894    | Asja Varani          | 19 020    | Chen Ying-chu   | 19 053    |
| 500 m                       | Laethisia Schimek | 46 992    | No hubo              | No hubo   | No hubo         | No hubo   |
| 1000 m                      | Johana Viveros    | 1:35.824  | Angy Quintero        | 1:36.045  | Gabriela Vargas | 1:36.839  |
| Eliminación 10 000 m        | Johana Viveros    | 16:48.975 | Alejandra Traslaviña | 16:49.099 | Gabriela Vargas | 16:49.595 |
| Eliminación Puntos 10 000 m | Johana Viveros    | 19 pts    | Marine Lefeuvre      | 9 pts     | Gabriela Vargas | 9 pts     |

## Medallero
| Rank               | País               | Oro | Plata | Bronce | Total |
| ------------------ | ------------------ | --- | ----- | ------ | ----- |
| 1                  | Colombia           | 5   | 2     | 0      | 7     |
| 2                  | Italia             | 2   | 2     | 1      | 5     |
| 3                  | Bélgica            | 2   | 0     | 1      | 3     |
| 4                  | Alemania           | 1   | 0     | 1      | 2     |
| 5                  | Francia            | 0   | 2     | 1      | 3     |
| 6                  | Chile              | 0   | 2     | 0      | 2     |
| 7                  | Venezuela          | 0   | 1     | 0      | 1     |
| 8                  | Ecuador            | 0   | 0     | 3      | 3     |
| 9                  | China Taipéi       | 0   | 0     | 2      | 2     |
| Totales (9 países) | Totales (9 países) | 10  | 9     | 9      | 28    |